# Atakora
Atakora és el departament de Benín situat a l'extrem nord-occidental del país, fronterer amb Togo a l'oest i Burkina Faso al nord. A més a més és fronterer amb els departaments d'Alibori, Borgou, i Donga. És la regió més muntanyosa de Benín, i el hi va néixer el president, Mathieu Kérékou. Aquesta zona és molt més seca que el del sud i té 3 estacions importants: una estació plujosa entre maig-juny fins a setembre-octubre, una època d'Harmattan, estació de vents frescos i secs entre 'octubre-novembre i febrer, i una estació càlida, l'estació famine entre febrer i abril.
Atakora està dividit en els municipis de Boukoumbé, Cobly, Kérou, Kouandé, Matéri, Natitingou, Pehonko, Tanguiéta, i Toucountouna.
Les ciutats més importants d'Atakora són Natitingou i Tanguiéta, i entre els llocs més destacats per visitar hi ha les cases de Tata Somba, el Parc Nacional de Pendjari i diverses cascades. El departament tenia 769.337 habitants el 2015.
El 1999 el sud de Atakora va ser partit per a formar el nou departament de Donga.

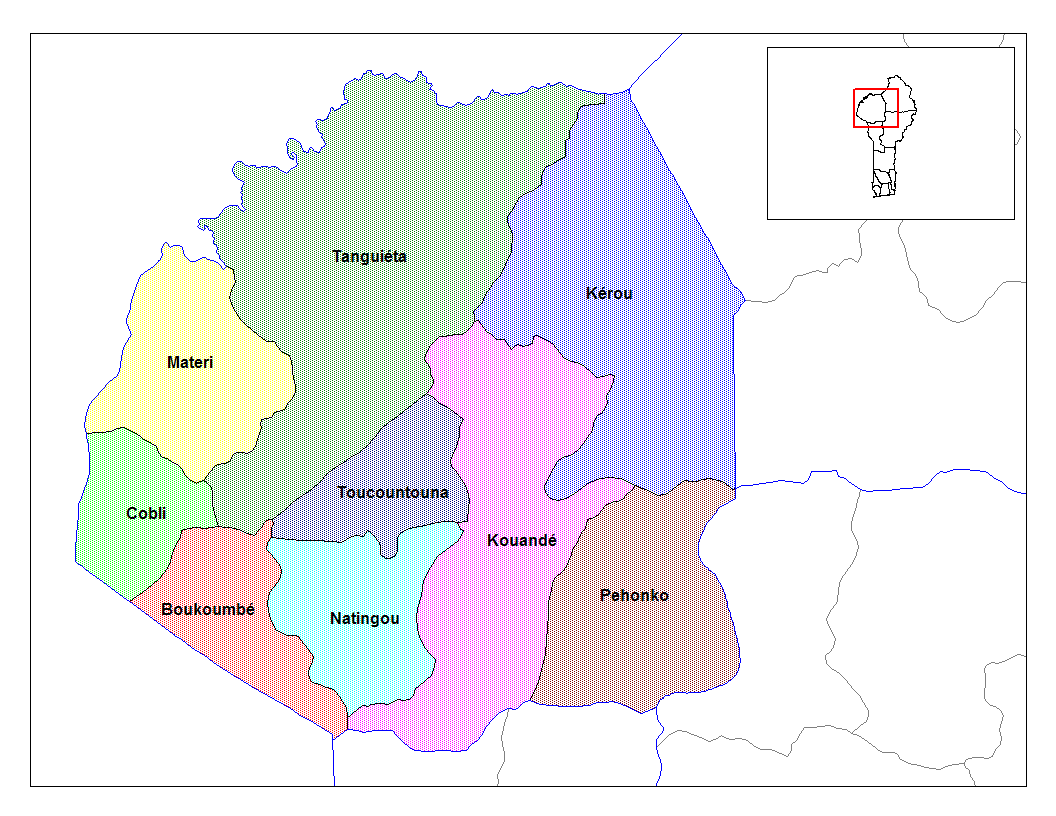
Municipis d'Atakora

## Educació
Només l'educació primària és gratuïta a Atakora. La majoria d'estudiants deixen deixen els estudis abans del 7è grau perquè els resulta massa car. La mitjana dels costos bàsics de les taxes, costos, llibres, etc. és aproximadament de 15$0USD. Això representa una despesa significativa en un país on l'ingrés de casa anual mitjà és només 50$0USD.